# Tàtars de Romania

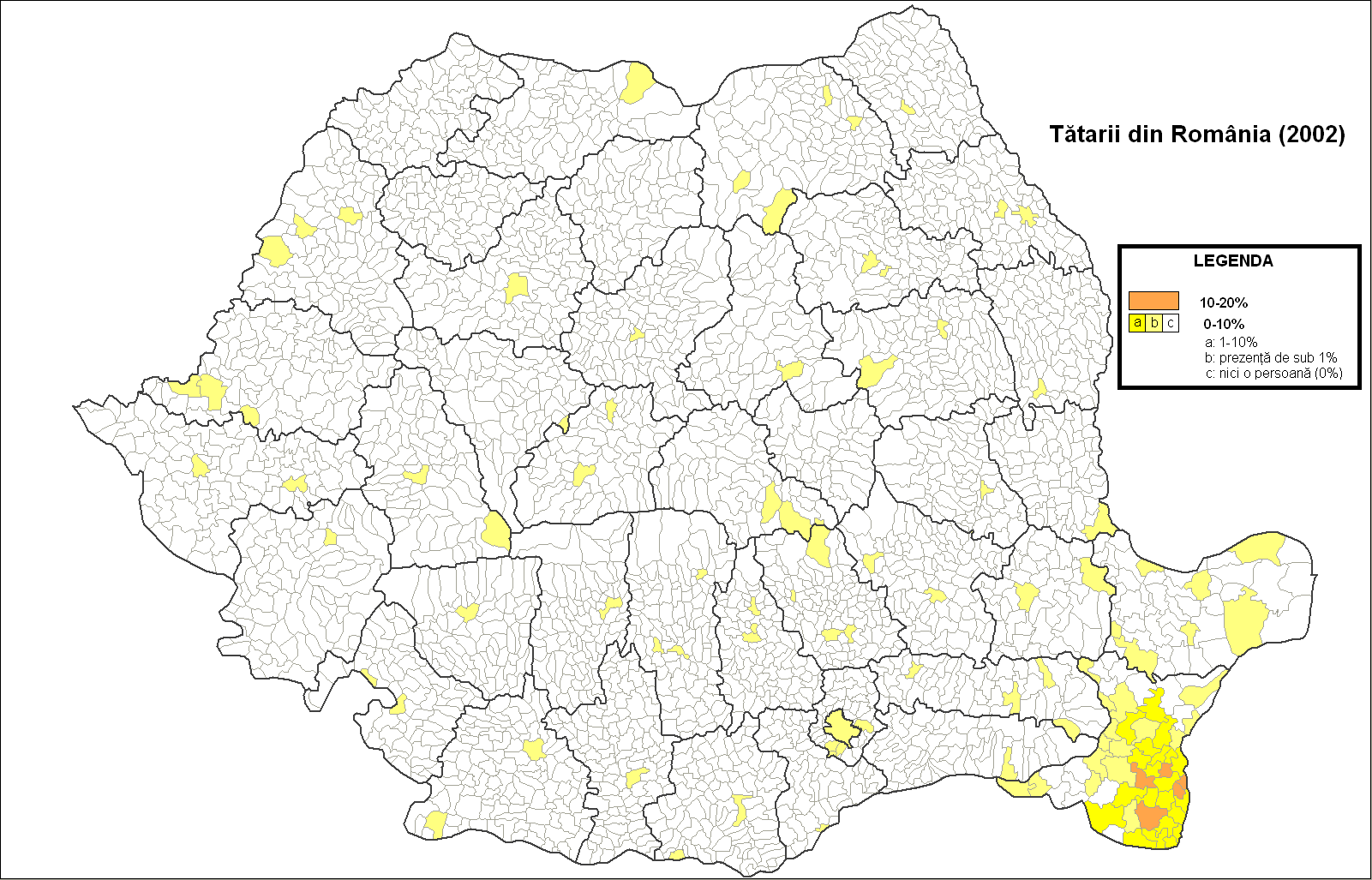
Distribució dels tàtars a Romania (cens del 2002)

Els tàtars de Romania (en romanès: Tătarii din România) o els tàtars de Dobrujan (tàtar de Crimea: Dobruca tatarları) són un grup ètnic turc que està present a Romania des del segle xiii. Segons el cens del 2011, 20.282 persones es declaraven tàtares, la majoria eren tàrtars de Crimea i vivien al comtat de Constanța. Són un dels components principals de la comunitat musulmana a Romania.

## Història

### Edat mitjana
Les arrels de la comunitat tàrtara de Crimea a Romania van començar amb la migració cumana al segle x. Fins i tot abans que arribessin els cumans, altres pobles turcs com els huns i els búlgars es van establir en aquesta regió. Els tàtars van arribar per primera vegada al delta del Danubi a mitjan segle xiii durant el pic màxim de l'Horda d'Or. El 1241, sota la direcció de Kadan, els tàtars van creuar el Danubi, conquerint i devastant la regió. La regió probablement no estava sota el domini directe de l’Horda, sinó més aviat un vassall del Bakhtxissarai Khan. Per fonts àrabs se sap que a finals del segle xiii i principis del segle xiv, els descendents de l'Horda de Nogai es van establir a Isaccea. Un altre erudit àrab, Ibn Battuta, que va passar per la regió el 1330 i el 1331, parla de Baba Saltuk (Babadag) com la ciutat més meridional dels tàtars.
L'Horda d'Or va començar a perdre la seva influència després de les guerres de 1352-1359 i, en aquell moment, el senyor de la guerra tàtar anomenat Demetri va defensar les ciutats del delta del Danubi. Als segles XIV i XV l'Imperi Otomà va colonitzar Dobrudja amb nogais de Bucak. Entre 1593 i 1595 els tàrtars de Nogai i Budjak també es van establir a Dobruja.

### Època moderna primerenca
Cap a finals del segle xvi, uns 30.000 tàrtars Nogai dels Budjak van ser portats a Dobrudja.
Després de l'annexió russa de Crimea el 1783, els tàrtars de Crimea van començar a emigrar a les províncies costaneres otomanes de Dobruja (avui dividides entre Romania i Bulgària). Un cop a Dobruja, la majoria es van establir a les zones que envolten Mecidiye, Babadag, Köstence, Tulcea, Silistra, Beştepe o Varna i van crear pobles anomenats en honor de la seva pàtria abandonada com Şirin, Yayla, Akmecit, Yalta, Kefe o Beybucak.

### Època moderna tardana
De 1783 a 1853 desenes de milers de tàrtars de Crimea i Nogais emigrat als Rusçuk regió que posteriorment va arribar a ser conegut com a "Petita Tartària". Després de la conquesta russa del 1812, els nogais procedents de Bucak també van emigrar a la Dobruja. Els tàtars que es van establir a Dobruja abans del gran èxode del 1860 eren coneguts com a Kabail. Van formar l'esquadró tàrtic de Kabail a l'exèrcit del soldà Selim III de Nizam-ı Cedid (Nou Ordre). Van tenir un paper clau en la lluita de Mahmut II amb Muhàmmad Alí Paixà d'Egipte, van suprimir les rebel·lions a Bòsnia i Hercegovina, el Kurdistan i les províncies àrabs i van servir amb els otomans durant la guerra de Crimea.
Els tàtars juntament amb els albanesos servien de gendarmes, que els otomans tenien en gran estima i rebien privilegis fiscals especials. A més, els otomans van atorgar un cert grau d’autonomia als tàtars als quals el seu propi Caimacan, Khan Mirza, va permetre governar. La dinastia Giray (1427 - 1878) es va multiplicar a Dobruja i va mantenir la seva posició respectada. Un tàtar dobrujan, Kara Hussein, va ser responsable de la destrucció del cos de genissars per ordre del sultà Mahmut II.
Entre el 1877 i el 1878 s’estima que entre 80.000 i 100.000 tàrtars de Crimea van emigrar de Dobruja a Anatòlia, que va continuar en menor nombre fins a la Primera Guerra Mundial. tots els súbdits romanesos, inclosos els tàtars, preocupats pel fet que servir un exèrcit cristià no estava d'acord amb la seva identitat musulmana. Altres motius van ser la fam del 1899 a Dobruja, una sèrie de lleis del 1880 al 1885 sobre la confiscació de terres tàtares i turques i la Primera Guerra Mundial (1916–18) que va devastar la regió.

## Principis del segle XX fins a la Segona Guerra Mundial

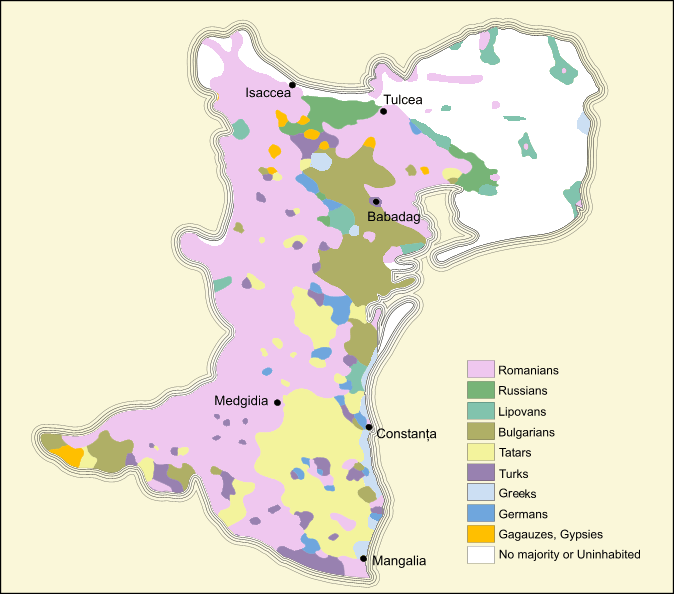
Nacionalitats al nord de la Dobruja a principis del, amb tàtars de color groc

Una identitat nacional tàrtara de Crimea única a Dobruja va començar a sorgir a l'últim quart del segle xix. Quan Ismail Gasprinski, considerat per molts el pare del nacionalisme tàtar de Crimea, va visitar Köstence (Constanţa) el 1895, va descobrir que el seu diari Tercüman ja tenia una àmplia difusió. Tanmateix, va ser el poeta Mehmet Niyazi qui més se li atribueix la difusió d’idees nacionalistes entre els tàtars de Dobruja. Després de la caiguda del govern dels tàrtars de Crimea, Dobruja es va convertir en el principal lloc de refugi per als tàtars de Crimea. Molts d'aquests refugiats es van inspirar a unir-se al moviment Prometeu a Europa que tenia com a objectiu la independència de les nacionalitats soviètiques. Durant aquest període, Mustecip Hacı Fazıl (més tard prengué el cognom Ulkusal) va ser el líder de la comunitat a Dobruja. El 1918, quan tenia 19 anys, va anar a Crimea per ensenyar a les escoles tàrtares i va publicar la primera revista tàrtara a Dobruja, Emel, del 1930 al 1940. Ell i altres nacionalistes van protestar per l'emigració tàrtara de Dobruja a Turquia, creient que era preferible el reassentament a Crimea.
A la dècada de 1920, la Dobruja va persistir com el principal destí dels refugiats que escapaven dels soviètics. Els tàtars eren relativament lliures per organitzar-se políticament i publicar revistes basades en idees nacionalistes. Durant la Segona Guerra Mundial, molts tàtars van escapar de Crimea i es van refugiar amb famílies tàtares de Crimea a Dobruja, que van ser castigades posteriorment per la Romania comunista. Els refugiats que van intentar fugir per mar van ser atacats per avions de l'Exèrcit Roig, mentre que els que van seguir rutes terrestres per Moldàvia van aconseguir arribar a Dobruja abans que l'Exèrcit Roig capturés i deportés la majoria a Sibèria el 18 de maig de 1944. Necip Hacı Fazıl, el líder del comitè de contraban va ser executat i el seu germà Müstecip Hacı Fazıl va fugir a Turquia.

## Desenvolupaments posteriors a la Segona Guerra Mundial
El 1940 la Dobruja del Sud es va lliurar a Bulgària i el 1977 es calculava que hi havia un nombre estimat de 23.000 tàtars a Romania. Segons Nermin Eren, aquesta xifra va augmentar fins als 40.000 aproximadament als anys noranta. El 2005, la Unió Democràtica de Tàrtars Turcs-Musulmans de Romania va afirmar que hi ha 50.000 tàtars a Romania, creient que l'estimació del cens és artificialment baixa perquè la majoria dels tàtars es van identificar com a turcs. Nermin Eren també va estimar que el nombre de tàtars a Bulgària va ser d’uns 20.000 a la dècada dels noranta. Les fonts búlgares calculen que és d’uns 6.000, tot i que són conscients que la majoria dels tàtars es casen amb turcs o s’identifiquen com a turcs. Entre 1947-1957 van començar a funcionar escoles tàtares a Romania i el 1955 es va crear un alfabet especial per a la comunitat tàrtara. El 1990 es va establir la Unió Democràtica de Tàtars-Turcs Musulmans. Actualment Romania respecta els drets de les minories dels tàtars i no segueix cap política de romanització.

## Subgrups

### Tàtars de Crimea
Els tàtars de Crimea van ser portats a Dobruja pels otomans després del creixent poder dels russos a la regió i la seva annexió de Crimea el 1783. Tanmateix, després de la independència de Romania el 1877-1878, entre 80.000 i 100.000 tàrtars de Crimea es van traslladar a Anatòlia, una migració que va continuar després. Com a tal, el nombre de tàtars al nord de la Dobruja va disminuir del 21% el 1880 al 5,6% el 1912. El 2002, formaven el 2,4% de la població.

### Nogais
El component Nogai de la població tàrtara no s’enumera per separat als censos romanesos. La majoria han emigrat a Turquia, però s'estima que uns pocs milers Nogais encara viuen en Dobruja, en particular a la ciutat de Mihail Kogălniceanu (Karamurat) i pobles de Lumina (Kocali), Valea Dacilor (Hendekkarakuyusu) i Cobadin (Kubadin).

## Localitats amb el percentatge de població tàtar més elevat
- Comtat de Constanța
  - Ciocârlia: 11,18%
  - Valu lui Traian: 9,81%
  - Techirghiol: 9,22%
  - Independența: 8,68%
  - Comana: 8,37%
  - Medgidia: 8,07%
  - 23 August : 7,89%
  - Mereni: 7,85%
  - Topraisar: 6,48%
  - Agigea - 6,39%
  - Murfatlar: 5,5%
  - Cobadin: 4,86%
  - Amzacea - 4,71%
  - Grădina: 4,47%
  - Tuzla: 4,38%
  - Eforie: 3,55%
  - Castelu: 3,37%
  - Mangalia: 3,25%
  - Mihail Kogălniceanu - 3,23%
  - Ovidiu - 3,01%
  - Lumina: 2,98%
  - Limanu: 2,85%
  - Siliștea - 2,69%
  - Constanța: 2,59%
  - Albești: 2,39%
  - Bărăganu: 1,7%
  - Cumpăna: 1,41%
  - Pecineaga: 1,41%